# Dimitrios Valvis

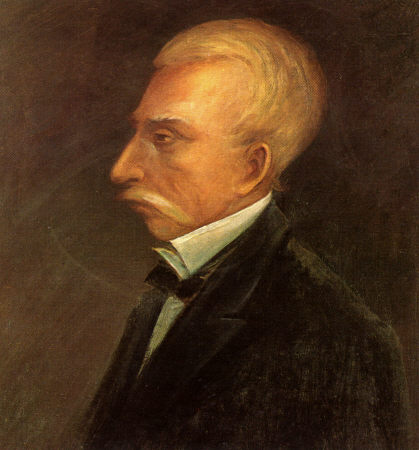
Dimitrios Valvis.

Dimitrios Valvis (en griego: Δημήτριος Βάλβης) (8 de mayo de 1814-30 de noviembre de 1886) fue político griego, nacido en 1814 en Missolonghi. Fue el presidente de la Corte Suprema (Άρειος Παγος) entre 1872 y 1875. Después fue brevemente primer ministro en mayo de 1886. Era el hermano de Zinovios Valvis, quien también fue primer ministro de Grecia. Murió en 1886.
- Datos: Q1226017
- Multimedia: Valvis Dimitrios / Q1226017